# Jean Raymond (évêque)
Jean Raymond (mort le 15 novembre 1604) est un ecclésiastique qui fut évêque de Saint-Papoul de 1601 à 1604.

## Biographie
On ne connaît pas l'origine de Jean Raymond ni le nom de ses parents. Sa formation est également ignorée, mais le Saint-Siège accepte de considérer qu'il est titulaire d'un doctorat de droit canon de l'université de Toulouse et qu'il a été ordonné prêtre, lors de sa nomination comme évêque de Saint-Papoul et de sa consécration.
Comme le roi Henri IV a délégué de facto à son fidèle Louis Des Balbes de Berton de Crillon le droit de disposer du diocèse de Saint-Papoul, il semble évident qu'il est un « client » de ce dernier ou de son entourage et qu'il détient le siège comme « confidentiaire ».
Il meurt dès le 15 novembre 1604.